# Konstantin Mihailović
Konstantin Mihailović, född 1435 i Ostrovica nära Novo Brdo, död 1501, var en serbisk janitsjar. År 1455 blev han fånge och tjänstgjorde som janitsjar fram till 1463. Han skrev en bok på tjeckiska som huvudsakligen beskriver fälttågen han har varit med om men ger också ganska förvirrade uppgifter om osmanernas äldre historia. Han understrycker bland annat den stränga manstukten i den osmanska armén: minsta övergrepp mot den civila befolkningen (även i fiendeland) från soldaternas sida bestraffades med döden.